# Singoli al numero uno nella Billboard Hot 100 nel 2001

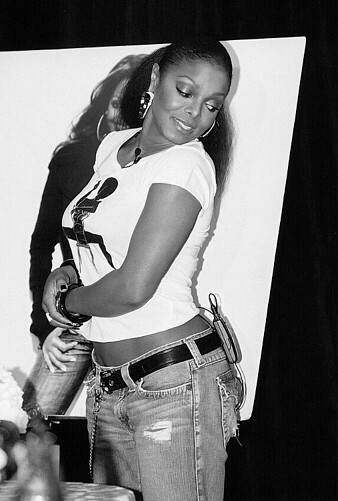
Janet Jackson ha ottenuto la 10ª numero uno della carriera con All for You, che è stata anche la canzone con la più lunga permanenza alla prima posizione del 2001.

Di seguito è proposta la lista dei singoli al numero uno nella Billboard Hot 100 nel 2001.
La Billboard Hot 100 è la classifica dei singoli più venduti negli Stati Uniti d'America redatta dal magazine Billboard e stilata sulla base dei dati di vendita calcolati sulle vendite fisiche settimanali dei singoli brani e sui passaggi radiofonici.
Durante il 2001 sono stati 14 i singoli che hanno raggiunto la vetta della Billboard Hot 100, ai quali si aggiunge anche Independent Women Part I delle Destiny's Child che aveva iniziato il suo dominio nel novembre del 2000.
Durante l'anno sono stati 12 gli artisti che hanno ottenuto la prima numero uno della carriera, ovvero Shaggy, Ricardo "RikRok" Ducent,  gli OutKast, Mystikal, i Crazy Town, Rayvon, Lil' Kim, Mýa, Pink, Alicia Keys, Ja Rule, Mary J. Blige e i Nickelback. Le Destiny's Child, Usher e Shaggy sono gli unici artisti che hanno ottenuto più di una numero uno nel 2001, con due ciascuno.
All for You, della cantante americana Janet Jackson, è stata la canzone con la più lunga permanenza in vetta alla classifica del 2001, con sette settimane consecutive. All for You è diventata inoltre la 10ª numero uno della Jackson, facendola diventare la quarta artista donna con il maggio numero di numero uno del periodo rock. Il 2001 è il primo anno, dal 1993, in cui nessuna numero uno è rimasta in vetta per un numero di settimane a doppia cifra, ovvero almeno 10.

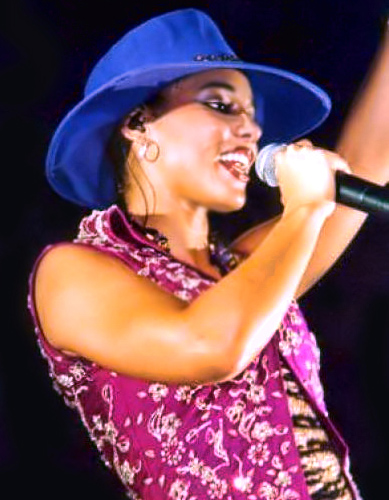
La cantante R&B Alicia Keys, con Fallin', ha ottenuto la prima numero uno della carriera, rimanendo alla vetta per 6 settimane non consecutive.

## Hot 100

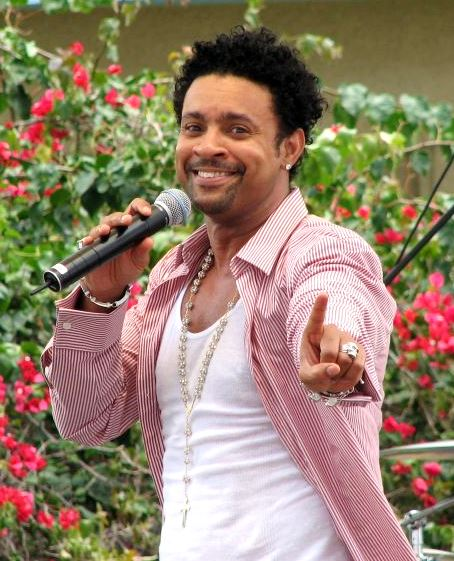
Il cantante giamaicano Shaggy piazzò due suoi diversi singoli al primo posto nel 2001.

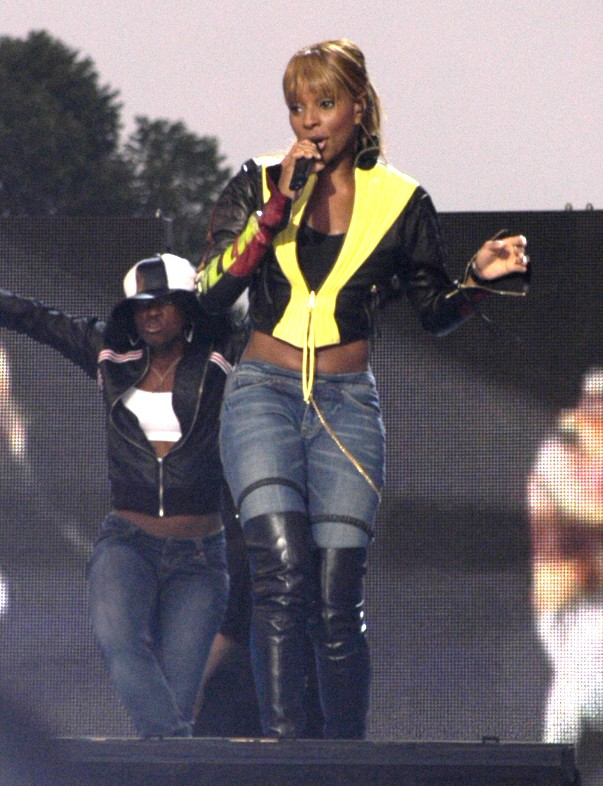
Mary J. Blige trascorse sei settimane consecutive al primo posto con Family Affair.

| † | La canzone con le migliori prestazioni del 2001 è stata Hanging by a Moment dei Lifehouse, che ha raggiunto la numero 2 nella settimana del 16 giugno 2001 |

| Data         | Brano                    | Artista                                  | Totale settimane al numero 1 | Fonte  |
| ------------ | ------------------------ | ---------------------------------------- | ---------------------------- | ------ |
| 6 gennaio    | Independent Women Part I | Destiny's Child                          | 11                           | [ 4 ]  |
| 13 gennaio   | Independent Women Part I | Destiny's Child                          | 11                           | [ 5 ]  |
| 20 gennaio   | Independent Women Part I | Destiny's Child                          | 11                           | [ 6 ]  |
| 27 gennaio   | Independent Women Part I | Destiny's Child                          | 11                           | [ 7 ]  |
| 3 febbraio   | It Wasn't Me             | Shaggy featuring Ricardo "RikRok" Ducent | 2                            | [ 8 ]  |
| 10 febbraio  | It Wasn't Me             | Shaggy featuring Ricardo "RikRok" Ducent | 2                            | [ 8 ]  |
| 17 febbraio  | Ms. Jackson              | OutKast                                  | 1                            | [ 9 ]  |
| 24 febbraio  | Stutter                  | Joe featuring Mystikal                   | 4                            | [ 10 ] |
| 3 marzo      | Stutter                  | Joe featuring Mystikal                   | 4                            | [ 10 ] |
| 10 marzo     | Stutter                  | Joe featuring Mystikal                   | 4                            | [ 11 ] |
| 17 marzo     | Stutter                  | Joe featuring Mystikal                   | 4                            | [ 12 ] |
| 24 marzo     | Butterfly                | Crazy Town                               | 2                            | [ 13 ] |
| 31 marzo     | Angel                    | Shaggy featuring Rayvon                  | 1                            | [ 14 ] |
| 7 aprile     | Butterfly                | Crazy Town                               | 2                            | [ 15 ] |
| 14 aprile    | All for You              | Janet Jackson                            | 7                            | [ 16 ] |
| 21 aprile    | All for You              | Janet Jackson                            | 7                            | [ 17 ] |
| 28 aprile    | All for You              | Janet Jackson                            | 7                            | [ 18 ] |
| 5 maggio     | All for You              | Janet Jackson                            | 7                            | [ 19 ] |
| 12 maggio    | All for You              | Janet Jackson                            | 7                            | [ 20 ] |
| 19 maggio    | All for You              | Janet Jackson                            | 7                            | [ 21 ] |
| 26 maggio    | All for You              | Janet Jackson                            | 7                            | [ 22 ] |
| 2 giugno     | Lady Marmalade           | Christina Aguilera, Lil' Kim, Mýa e Pink | 5                            | [ 23 ] |
| 9 giugno     | Lady Marmalade           | Christina Aguilera, Lil' Kim, Mýa e Pink | 5                            | [ 24 ] |
| 16 giugno    | Lady Marmalade           | Christina Aguilera, Lil' Kim, Mýa e Pink | 5                            | [ 25 ] |
| 23 giugno    | Lady Marmalade           | Christina Aguilera, Lil' Kim, Mýa e Pink | 5                            | [ 26 ] |
| 30 giugno    | Lady Marmalade           | Christina Aguilera, Lil' Kim, Mýa e Pink | 5                            | [ 27 ] |
| 7 luglio     | U Remind Me              | Usher                                    | 4                            | [ 28 ] |
| 14 luglio    | U Remind Me              | Usher                                    | 4                            | [ 29 ] |
| 21 luglio    | U Remind Me              | Usher                                    | 4                            | [ 30 ] |
| 28 luglio    | U Remind Me              | Usher                                    | 4                            | [ 31 ] |
| 4 agosto     | Bootylicious             | Destiny's Child                          | 2                            | [ 32 ] |
| 11 agosto    | Bootylicious             | Destiny's Child                          | 2                            | [ 33 ] |
| 18 agosto    | Fallin'                  | Alicia Keys                              | 6                            | [ 34 ] |
| 25 agosto    | Fallin'                  | Alicia Keys                              | 6                            | [ 35 ] |
| 1º settembre | Fallin'                  | Alicia Keys                              | 6                            | [ 36 ] |
| 8 settembre  | I'm Real (Murder Remix)  | Jennifer Lopez featuring Ja Rule         | 5                            | [ 37 ] |
| 15 settembre | I'm Real (Murder Remix)  | Jennifer Lopez featuring Ja Rule         | 5                            | [ 38 ] |
| 22 settembre | I'm Real (Murder Remix)  | Jennifer Lopez featuring Ja Rule         | 5                            | [ 39 ] |
| 29 settembre | Fallin'                  | Alicia Keys                              | 6                            | [ 40 ] |
| 6 ottobre    | Fallin'                  | Alicia Keys                              | 6                            | [ 41 ] |
| 13 ottobre   | Fallin'                  | Alicia Keys                              | 6                            | [ 42 ] |
| 20 ottobre   | I'm Real (Murder Remix)  | Jennifer Lopez featuring Ja Rule         | 5                            | [ 43 ] |
| 27 ottobre   | I'm Real (Murder Remix)  | Jennifer Lopez featuring Ja Rule         | 5                            | [ 44 ] |
| 3 novembre   | Family Affair            | Mary J. Blige                            | 6                            | [ 45 ] |
| 10 novembre  | Family Affair            | Mary J. Blige                            | 6                            | [ 46 ] |
| 17 novembre  | Family Affair            | Mary J. Blige                            | 6                            | [ 47 ] |
| 24 novembre  | Family Affair            | Mary J. Blige                            | 6                            | [ 48 ] |
| 1º dicembre  | Family Affair            | Mary J. Blige                            | 6                            | [ 49 ] |
| 8 dicembre   | Family Affair            | Mary J. Blige                            | 6                            | [ 50 ] |
| 15 dicembre  | U Got It Bad             | Usher                                    | 6                            | [ 51 ] |
| 22 dicembre  | How You Remind Me        | Nickelback                               | 4                            | [ 52 ] |
| 29 dicembre  | How You Remind Me        | Nickelback                               | 4                            | [ 53 ] |

Note:
1. ↑  Ha raggiunto il numero uno anche nel 2000
2. ↑  Ha raggiunto il numero uno anche nel 2002
3. ↑  Ha raggiunto il numero uno anche nel 2002